# Лівінгстон-Манор (Нью-Йорк)
Лівінгстон-Манор (англ. Livingston Manor) — переписна місцевість (CDP) в США, в окрузі Салліван штату Нью-Йорк. Населення — 1053 особи (2020).

## Географія
Лівінгстон-Манор розташований за координатами 41°53′14″ пн. ш. 74°49′25″ зх. д. / 41.88722° пн. ш. 74.82361° зх. д. (41.887164, -74.823643). За даними Бюро перепису населення США в 2010 році переписна місцевість мала площу 8,01 км², з яких 7,98 км² — суходіл та 0,03 км² — водойми.

## Демографія
Згідно з переписом 2010 року, у переписній місцевості мешкала 1221 особа в 514 домогосподарствах у складі 325 родин. Густота населення становила 152 особи/км². Було 639 помешкань (80/км²).
Расовий склад населення:
| - 88,4 % — білих - 5,0 % — чорних або афроамериканців - 1,5 % — азіатів - 0,7 % — корінних американців - 1,9 % — осіб інших рас |

До двох чи більше рас належало 2,5 %. Частка іспаномовних становила 10,3 % від усіх жителів.
За віковим діапазоном населення розподілялося таким чином: 23,8 % — особи молодші 18 років, 60,6 % — особи у віці 18—64 років, 15,6 % — особи у віці 65 років та старші. Медіана віку мешканця становила 41,2 року. На 100 осіб жіночої статі у переписній місцевості припадало 96,6 чоловіків; на 100 жінок у віці від 18 років та старших — 86,9 чоловіків також старших 18 років.
Середній дохід на одне домашнє господарство становив 53 432 долари США (медіана — 47 254), а середній дохід на одну сім'ю — 59 557 доларів (медіана — 47 266). Медіана доходів становила 45 645 доларів для чоловіків та 20 732 долари для жінок. За межею бідності перебувало 19,5 % осіб, у тому числі 29,0 % дітей у віці до 18 років та 0,0 % осіб у віці 65 років та старших.
Цивільне працевлаштоване населення становило 599 осіб. Основні галузі зайнятості: освіта, охорона здоров'я та соціальна допомога — 23,5 %, роздрібна торгівля — 17,0 %, науковці, спеціалісти, менеджери — 16,4 %, оптова торгівля — 15,9 %.